# Dimorphanthera longifolia
Dimorphanthera longifolia är en ljungväxtart som beskrevs av Kanehira och Hatusima. Dimorphanthera longifolia ingår i släktet Dimorphanthera och familjen ljungväxter. Inga underarter finns listade i Catalogue of Life.